# Lijst van afleveringen van Flodder (seizoen 5)
Dit is een lijst van afleveringen van seizoen 5 van de Flodder-televisiereeks, de Nederlandse komedieserie die draait om het fictieve asociale gezin Flodder. Gastrollen die ingesprongen staan, staan niet op de aftiteling.
| Nr. | Titel          | Schrijver(s) | Regisseur        | Uitzenddatum     |  |
| --- | -------------- | --- | ---------------- | ---------------- |  |
| 1 | Gifwolk        | Verhaal: Dick Maas en Wijo Koek, Scenario: Wijo Koek                                                                  | Myrna van Gilst  | 11 december 1998 |  |
| Een gifwolk bedreigt Zonnedael. De Flodders blijven echter achter in de wijk wanneer deze wordt geëvacueerd.                                                            |                | |                  |                  |  |
| 2 | Rijles         | Verhaal: Dick Maas, Scenario: Wijo Koek                                                                               | Myrna van Gilst  | 18 december 1998 |  |
| Dochter Kees wil haar rijbewijs halen en Hennie regelt een goedkope instructeur. Johnnie en Zoon Kees zien niets in dit plan.                                           |                | |                  |                  |  |
| 3 | Vrijdag de 13e | Verhaal: Dick Maas en Wijo Koek, Scenario: Wijo Koek                                                                  | Martin Lagestee  | 1 januari 1999   |  |
| Het is vrijdag de dertiende en de bijgelovige dochter Kees wil absoluut niet de deur uit op die dag.                                                                    |                | |                  |                  |  |
| 4 | Bergplaats     | Verhaal: Dick Maas en Wijo Koek, Scenario: Wijo Koek                                                                  | Martin Lagestee  | 8 januari 1999   |  |
| De Flodders ontdekken een geheime kluis in de vloer van hun huis. |                | |                  |                  |  |
| 5 | Vossejacht     | Scenario: Hanco Kolk                                                                                                  | Martin Lagestee  | 15 januari 1999  |  |
| Er wordt een vossenjacht gehouden in Zonnedael. Ondertussen moet Johnnie voor Hennie een duur icoon bewaren.                                                            |                | |                  |                  |  |
| 6 | Egotrip        | Verhaal: Dick Maas en Wijo Koek, Scenario: Wijo Koek, Naar idee van Coen van Vrijberghe de Coningh en Stefan de Walle | Wijo Koek        | 22 januari 1999  |  |
| Johnnie en Zoon Kees wisselen van lichaam en moeten opeens elkaars leven leiden.                                                                                        |                | |                  |                  |  |
| 7 | Huisbezoek     | Verhaal: Dick Maas en Wijo Koek, Scenario: Wijo Koek                                                                  | Marc Nelissen    | 29 januari 1999  |  |
| Ma Flodder verveelt zich. Haar kinderen hebben geen zin in de door haar geplande uitstapjes.                                                                            |                | |                  |                  |  |
| 8 | Sleutelfiguur  | Verhaal: Dick Maas en Wijo Koek, Scenario: Wijo Koek                                                                  | Myrna van Gilst  | 5 februari 1999  |  |
| Op de dag dat de Flodders naar hun tante Agaath zouden gaan, raakt Johnnie zijn autosleutels kwijt.                                                                     |                | |                  |                  |  |
| 9 | Medium raar    | Verhaal: Dick Maas en Wijo Koek, Scenario: Wijo Koek                                                                  | Marc Nelissen    | 12 februari 1999 |  |
| De Flodders houden een seance. Dit heeft voor Zoon Kees onverwachte gevolgen.                                                                                           |                | |                  |                  |  |
| 10 | Breekpunt      | Verhaal: Robert Alberdingk Thijm, Scenario: Wijo Koek en Robert Alberdingk Thijm                                      | Hans Scheepmaker | 19 februari 1999 |  |
| Ma Flodder heeft een gebroken kies, maar wil niet naar de tandarts. |                | |                  |                  |  |
| 11 | Bijwerkingen   | Verhaal: Robert Alberdingk Thijm, Scenario: Robert Alberdingk Thijm                                                   | Martin Lagestee  | 26 februari 1999 |  |
| Om aan geld te komen voor een computerspel geven Toet en Henkie Opa op als proefkonijn voor een nieuw geneesmiddel. Het resultaat overtreft hun stoutste verwachtingen. |                | |                  |                  |  |
| 12 | Inzet          | Verhaal: Dick Maas en Wijo Koek, Scenario: Wijo Koek                                                                  | Hans Scheepmaker | 5 maart 1999     |  |
| Zoon Kees verliest bij een spelletje geld van Johnnie. Hij stelt alles in het werk om het terug te krijgen.                                                             |                | |                  |                  |  |
| 13 | Quarantaine    | Verhaal: Dick Maas en Wijo Koek, Scenario: Wijo Koek                                                                  | Myrna van Gilst  | 12 maart 1999    |  |
| Zoon Kees loopt een gevaarlijk virus op. De Flodders en Sjakie worden daarom onder quarantaine geplaatst.                                                               |                | |                  |                  |  |

## Gifwolk

### Verhaal
Johnnie zit opgescheept met een partij pillen die hij maar niet kwijtraakt.
Ondertussen vindt een ongeluk plaats in een nabijgelegen fabriek en een mysterieuze wolk ontsnapt. De wolk drijft recht op Zonnedael af. Uit angst dat de wolk giftig is, moet de hele wijk worden geëvacueerd.
Op het moment dat de politie bij de Flodders aanklopt, verstoppen deze zich in de kelder uit angst dat de politie komt voor de pillen. Opa is de enige die weet wat er werkelijk gaande is, maar hij kan niet praten. Omdat de politie niemand aantreft bij het huis, gaan ze ervan uit dat de inwoners reeds geëvacueerd zijn.
De wolk bereikt Zonnedael en hult de hele wijk in een dichte mist. De Flodders, die nog altijd niet op de hoogte zijn van de gifwolk, maken van deze 'mistbui' gebruik om in de wijk hun slag te slaan. Johnnie en Kees verstoppen de pillen in een pan soep die bestemd was voor een wijkfeestje. Wanneer ze twee mannen in geïsoleerde pakken aanrijden begrijpen ze dat er iets mis is en stelen de gasmaskers van de twee.
De wolk blijkt echter helemaal niet giftig te zijn. Dit veroorzaakt grote paniek bij de buurtbewoners die beseffen dat hun huizen onbewaakt zijn achtergebleven en de Flodders vrij spel hebben: ze breken door de afzetting heen om terug naar huis te kunnen.
Later die avond volgt in het journaal een verklaring. De wolk was gewoon waterdamp. Wel menen sommige bewoners vreemde dingen te hebben gezien, zoals een naakte vrouw (dochter Kees die op haar manier gebruikmaakte van de mist), de Vliegende Hollander (een boot op een trailer die Toet en Henkie probeerden te stelen), twee olifanten in een roze wagen (Johnnie en Kees met gasmaskers op). Deze 'hallucinaties' worden toegeschreven aan de pillen die werden gevonden in de soep.

### Gastrollen
- Lettie Oosthoek – Buurvrouw Neuteboom
- Bert André – Buurman Neuteboom
- Laus Steenbeeke – Hennie
- Joop van Zijl – Verslaggever
- Tanneke Hartzuiker – Mevrouw van Santen
  - Paul van Soest – Agent
  - Joep Dorren – Agent
  - Coen van Vlijmen – Agent
  - Marcel de Vrije – Agent
  - Kees van Lier – Crisiscoördinator
  - Jan Doense – Onderzoeker
  - Gerard Meijler – Onderzoeker
  - Paula Majoor – Buurtbewoner
  - Marcel de Vrije – Veiligheidsagent
  - Jan Ad Adolfsen – Man
  - Olga van Weelie – Vrouw

## Rijles
Om nog meer geld te kunnen verdienen als koerier voor Hennie voert Johnnie zijn wagen flink op. Hij krijgt echter een woordenwisseling met dochter Kees, die graag wil dat Johnnie haar eerst even naar de stad brengt. Kees is het zat dat ze afhankelijk is van Johnnie of dat ze naar de stad moet liften en wil haar rijbewijs halen.
Hennie is bereid om Kees te helpen en laat haar kennismaken met Arnold, een goedkope rijinstructeur. Dit tot ongenoegen van Johnnie. Arnold blijkt echter niet al te betrouwbaar. Niet alleen beschikt hij zelf niet eens over een rijbewijs, hij gebruikt zijn 'rijlessen' als dekmantel voor zijn eigen illegale koeriersdienst.
Wanneer een deal mislukt en Arnold en Kees moeten vluchten voor de politie toont Kees wat ze in huis heeft. Ze weet de politie voor te blijven en haalt de moeilijkste rijmanoeuvres uit. Johnnie en zoon Kees proberen expres dochter Kees bij een auto-ongeluk te betrekken zodat ze bang wordt voor autorijden. Maar met dit 'ongeluk' helpen ze Kees juist de politie af te schudden. De politie denkt dat Johnnie Kees heeft laten ontsnappen en Johnnie wordt meegenomen door de politie.
De volgende dag heeft Hennie slecht nieuws voor Johnnie en zoon Kees. Ondanks Johnnies snelle auto heeft hij al een andere goede koerier gevonden. Niemand minder dan dochter Kees.

### Gastrollen
- Frans van Deursen – Arnold
  - Laus Steenbeeke – Hennie
  - Mandy Negerman – Leerlinge
  - Philippe Hefting – Contactpersoon
  - Erik de Vries – Agent

## Vrijdag de 13e

### Verhaal
Vrijdag de dertiende is een absolute ongeluksdag. Dat is een ding waar dochter Kees heilig van overtuigd is. Om die reden weigert ze de deur uit te gaan op vrijdag de dertiende. Ze komt zelfs met tegenzin haar bed uit.
Johnnie is totaal niet te spreken over Kees' gedrag. Hij wilde samen met haar kaarten gaan halen voor het concert van de volkszanger Harco Sorbato, waar Ma een grote fan van is. Noodgedwongen gaat Johnnie dus alleen op pad. Maar zonder Kees' goede uiterlijk lukt het hem niet. Wanneer Kareltje hem een gelukspakket speciaal voor vrijdag de dertiende aanbiedt, gaat Johnnie hier meteen op in. Hiermee lukt het hem eindelijk om Kees het huis uit te krijgen. Johnnie, Ma en de andere Flodders verheugen zich al op het concert.
Echter, op weg naar het concert verliest Kees opeens haar vertrouwen in het gelukspakket. Ze stapt uit en vlucht naar huis. Voor de familie Flodder gaat vanaf dat moment alles mis. Het gaat regenen, de kaarten moeten ze uiteindelijk bij Hennie op de zwarte markt halen, en het concert wordt afgelast vanwege ziekte. Ook wordt de auto van een wielklem voorzien. 
Als de Flodders echter huiswaarts keren wacht hun een verrassing. Zanger Harco Sorbato zit in hun woonkamer en heeft het zich met Kees gezellig gemaakt. Als Johnnie een schadevergoeding wil vanwege het afgelaste concert, vertelt Sorbato dat hij het concert heeft laten afgelasten toen hij hoorde dat het op vrijdag de dertiende zou zijn. Hij biedt aan om ter plaatse te gaan zingen, echter pas na middernacht. Tot die tijd hebben ze het gezellig en worden ze dronken. Daardoor gaat hij toch voor middernacht zingen. Nog steeds stomdronken rijdt hij vervolgens naar huis. 
De volgende dag in het café horen de Flodders dat het theater is afgebrand en dat Sorbato is omgekomen bij een auto-ongeluk op de snelweg.

### Gastrollen
- Frits Lambrechts – Harco Sorbato
  - Miguel Stigter – Kareltje
  - Laus Steenbeeke – Hennie
  - Bob Fosko – Portier
  - Gerard Meijler – Taxichauffeur

## Bergplaats

### Verhaal
De Flodders worden betrapt op fraude. Johnnie liet de overheid denken dat Whisky hun kleine broertje was om zo aan extra kinderbijslag te komen. Als straf krijgen de Flodders drie maanden geen uitkering meer. Hierdoor dreigt de familie in financiële problemen te komen. Ma Flodder eist daarom dat iedereen het geld dat hij/zij verdient bij haar in bewaring geeft.
Johnnie en Kees huren van een vriend een metaaldetector en hopen daarmee waardevolle spullen te vinden die ze kunnen verkopen. Ze ontdekken hiermee per toeval een vloerkluis in de woonkamer, maar om te voorkomen dat ma dit ook ontdekt zijn ze van plan om deze pas 's nachts te openen. Toet en Henkie zijn op dievenpad geweest en hebben een paar gouden bekers gestolen. Toet struikelt over de vloerbedekking, omdat Johnnie en Kees dit niet goed hebben teruggelegd. Zo ontdekken Toet en Henkie ook de vloerkluis, die leeg blijkt te zijn. Ze verstoppen daar de bekers in. 's Nachts openen Johnnie en Kees de kluis en ontdekken de bekers. Johnnie en Kees proberen de bekers te verkopen aan Hennie in het café en bezweren dat ze de bekers niet gestolen hebben. Dan komt de politie het café binnenvallen. Na controle blijken de bekers wel als gestolen te staan geregistreerd. De bekers blijken eigendom te zijn van J. Quint en deze man blijkt nu juist vroeger op de Netelweg 13 te hebben gewoond. De politie komt kijken naar de vloerkluis waar Johnnie en Kees de bekers gevonden hebben. De politie denkt nu dat de heer Quint verzekeringsfraude heeft gepleegd.

### Gastrollen
- Laus Steenbeeke – Hennie
- Luk Van Mello – Van Sassenheim

## Vossejacht

### Verhaal
In Zonnedael heerst een heuse jachtkoorts. Er wordt binnenkort een vossenjacht georganiseerd voor hobbyjagers. Helaas voor de jagers heeft Johnnie de enige vos in de buurt per ongeluk al doodgereden.
Johnnie en zoon Kees krijgen ondertussen van Hennie de opdracht een kostbaar gestolen icoon te bewaken. Dit icoon zal later die dag worden opgehaald door een kunstkoper uit Amerika. De man wil echter zeker zijn dat het icoon echt is en eist dus het certificaat van echtheid te zien. Hennie heeft dit echter niet.
Hennie huurt Johnnie en Kees in om het certificaat te gaan stelen. De buurtbewoners zijn die dag allemaal op jacht, dus het huis is verlaten. Om het icoon zelf veilig te stellen vraag Johnnie aan Kees om het op een veilige plek te verstoppen.
Johnnie en Kees breken in en vinden in de woning het certificaat. Maar wanneer de twee het icoon en het certificaat willen gaan overhandigen aan Hennie ontdekt Johnnie tot zijn schrik dat Kees het icoon heeft verstopt in een holle boom in het bos waar de jacht wordt gehouden. Dat was namelijk de enige plek die hij zo snel kon bedenken.
De twee wagen zich op gevaar van eigen leven in het bos en vinden het icoon. Maar de jachthonden pikken de geur van Johnnies sleutelhanger (een vossenstaart) op en zetten de achtervolging in. Bij de vlucht breken Johnnie en Kees het icoon per ongeluk in tweeën. De koper accepteert uiteraard geen gebroken icoon en vertrekt weer naar Amerika. 
Thuisgekomen blijkt het icoon echter vals: er zit een afbeelding overheen geplakt. Zo bezien is het maar goed dat het icoon niet verkocht is.

### Gastrollen
- Bert André – Buurman Neuteboom
- Maarten Wansink – Kunstkoper
- Laus Steenbeeke – Hennie
  - Lettie Oosthoek – Buurvrouw Neuteboom
  - Lucie de Lange – Buurtbewoonster Van Soest
  - René Retèl – Buurtbewoner Van Soest (kunstkenner)
  - Hans Karsenbarg – Jager

## Egotrip
Zoon Kees is het zat dat bij de gesprekken in het café Johnnie altijd het woord voert en hij er maar een beetje voor spek en bonen bij zit. Het liefst zou hij eens een keer de grote afspraken regelen en wat klusjes opknappen. Hennie heeft het plan om Johnnie en Kees voor te stellen aan de beruchte gangster Paolo Marquez, die een betrouwbare koerier zoekt. Omdat dit een belangrijke klus wordt, staat Johnnie niet toe dat Kees zich ermee bezig gaat houden.
Kees' wens komt echter onverwacht uit wanneer hij en Johnnie een bizar ongeluk krijgen met een stroomkabel. Door de stroomstoot wisselen de twee van lichaam, uitgerekend op de dag dat Paolo bij de Flodders langskomt om te onderhandelen over het koerierwerk.
Kees, als Johnnie, moet nu dus Paolo overtuigen dat de Flodders de ideale kandidaten zijn. Het gaat hem niet goed af en Johnnie moet, als Kees, bijspringen. Voor Hennie een zeer vreemde ervaring.
Nadat door Kees' toedoen Johnnies vriendin hem dumpt krijgen Johnnie en Kees ruzie. In hun gevecht raken ze per ongeluk het stopcontact en krijgen weer een schok. Deze tweede schok wisselt weer hun lichamen zodat de twee weer de oude worden.
De volgende dag vermeldt Hennie dat Paolo zo onder de indruk was van het praatje dat Kees (Johnnie in Kees' lichaam) de vorige dag heeft gehouden dat hij Kees als zijn hoofdkoerier wil. Johnnie moet hier niets van weten en zorgt dat Kees zijn eerste afspraak mist.

### Gastrollen
- Huub Stapel – Paolo
- Laus Steenbeeke – Hennie
- Miranda Bergen – Snelle Meid
- Walter Crommelin – Henri
- Theo van Gogh – Biljarter
  - Horace Cohen – Klant
  - Marcel de Vrije – Bouwvakker

### Trivia
- Deze aflevering is geschreven naar een idee van Coen van Vrijberghe de Coningh en Stefan de Walle.

## Huisbezoek
Ma Flodder verlangt naar gezelschap, avontuur en lol. Maar op de steun van haar kinderen hoeft ze niet te rekenen. Die hebben al andere plannen en laten hun moeder een dagje alleen thuis.
De Flodders, behalve Ma, gaan naar een zogenaamd giga-feest. Wel moeten ze nog de kaarten afhalen bij een vriend van dochter Kees. Vanaf daar gaat alles mis. De vriend komt te laat, de Flodders komen vast te zitten in de file en dan gaat het hele feest niet door omdat de organisator er met het geld vandoor is.
Ondertussen heeft Ma Flodder een ongewone avond. Zo landt er onder andere een parachutist in de tuin. Als de Flodders die avond gefrustreerd huiswaarts keren vinden ze een dolgelukkige Ma. Johnnie verzucht: "Zie je wel: we moeten Ma niet alleen thuis laten. Dan gaat ze alleen maar drinken."

### Gastrollen
- Hans van Hechten – Van Putten
- Marcel Musters – Parachutist
- Geert Timmers – Stofzuigerverkoper
  - Miguel Stigter – Kareltje
  - Jan Pontier – Barman Robbie
  - Freek van Muiswinkel – Brandmeester

## Sleutelfiguur
De Flodders willen een dagje op bezoek bij hun tante Agaath, de zus van Ma. Johnnie zal weer voor chauffeur moeten spelen. Op de dag van het geplande bezoek krijgt Johnnie echter telefoon van Hennie, die hem eraan herinnert dat die middag een autorace is waar Johnnie ook aan mee zou doen.
Om niet naar Tante Agaath te hoeven, doet Johnnie alsof hij zijn autosleutels kwijt is. Wanneer hij die middag echter stiekem naar de autorace wil gaan, kan hij zijn sleutels echt niet meer terugvinden. Hij verdenkt iedereen in de familie, maar ze hebben allemaal een alibi.
Uiteindelijk blijkt Ma de sleutels te hebben. Ze had het gesprek tussen Johnnie en Hennie gehoord en besloot Johnnie eens een lesje te leren. Ook heeft ze Tante Agaath gebeld of ze naar hen toe wil komen in plaats van zij naar haar. Wanneer tante Agaath arriveert, gaan ze met zijn allen naar de autorace.

### Gastrollen
- Sigrid Koetse – Tante Agaath
  - Laus Steenbeeke – Hennie

## Medium raar

### Verhaal
Op een stormachtige avond besluiten de Flodders op advies van dochter Kees een seance te houden om de geest van het huis op te roepen. Zoon Kees zal dienstdoen als medium. De seance lukt en de geest neemt bezit van Kees.
Er gaat echter iets mis en zoon Kees verandert in een zogenaamd open medium. Dat houdt in dat voortaan iedere geest die zich in zijn buurt bevindt bezit van hem kan nemen. Dit heeft de vreemdste gevolgen. Zo wordt hij overgenomen door de geest van een professionele pianospeler en een danser.
Johnnie ziet hier alleen maar voordeel in. Hij wil proberen de geest van een beroemde schilder te lokken en Kees zo een aantal schilderijen laten maken die ze dan voor veel geld kunnen verkopen. Maar alles dreigt verkeerd te gaan wanneer Kees wordt overgenomen door de geest van een moordlustige maniak. Hij bedreigt zijn familie en is onhandelbaar. De Flodders roepen de hulp in van een pastoor, maar ook die kan niets doen.
Wanneer de bezeten Kees Ma's laatste whisky op drinkt gaat deze door het lint. Ze jaagt de geest daarbij zo veel angst aan dat deze Kees verlaat. Vervolgens neemt hij bezit van Sjakie, die daardoor eindelijk durft op te komen tegen de wethouder.

### Gastrollen
- Joop Keesmaat – Pastoor Busman
- Marco Bakker – Componist
  - Edmond Classen – Wethouder
  - Herman Egberts – Afnemer
  - Babette Anhalt – Trieste Dame

## Breekpunt
Ma Flodder heeft last van een gebroken kies. Ze kan daardoor niet meer het huishouden doen. Ze durft echter niet naar de tandarts te gaan. Om haar kalm te krijgen verdoven de Flodders haar. Daarna proberen ze zelf het huishouden draaiende te houden.
Ondertussen heeft dochter Kees een nieuwe vriend, Caesar. Johnnie mag hem echter totaal niet vanwege zijn arrogante houding.
Johnnie besluit Ma te laten behandelen aan haar kies nu ze nog verdoofd is. In het café adviseert Hennie hem de tandarts Eppo, die ook in de bar is, in te huren. Johnnie vergist zich echter in de naam en vraagt de klusser Enno om hulp. Terwijl Enno naar het huis van de Flodders gaat, probeert Kees Caesar ervan te overtuigen dat Zoon Kees en Dochter Kees een en dezelfde zijn. Hierdoor denkt Caesar dat dochter Kees een travestiet is en probeert haar te dumpen.
In huize Flodder gaat Enno meteen aan de slag. Hij is echter van mening dat hij een gat in de muur moet boren. Het lawaai wekt Ma uit haar verdoving en ze werkt hem hardhandig de deur uit. Buiten staan dochter Kees en Caesar nog altijd te ruziën. Omdat elke keer als Johnnie de deur open doet om te kijken en Caesar hem dreigt te slaan, gebeurt het dat Ma een klap in haar gezicht krijgt. Hierdoor slaat hij echter de gebroken kies uit Ma's mond.

### Gastrollen
- - Hajo Bruins – Caesar
  - Michiel Kerbosch – Enno
  - Laus Steenbeeke – Hennie
  - Jan Pontier – Barman
  - Jan Doense – Eppo

## Bijwerkingen
Toet en Henkie Flodder willen een nieuw computerspel kopen, maar hebben hier het geld niet voor. Via Opa proberen ze aan geld te komen. Ze brengen hem naar de bloedbank om zijn bloed te doneren tegen betaling. Dit levert niet genoeg op, dus gaan ze op zoek naar iets anders.
Op straat komen zij Hennie tegen en hij vertelt dan een aantal artsen proefkonijnen zoeken voor een nieuw medicijn. De twee geven Opa op als 'vrijwilliger'. De praktijk van de artsen blijkt echter illegaal te zijn en wordt al snel opgedoekt door de politie.
Opa krijgt toch het medicijn toegediend, met onverwachte gevolgen. Hij kan opeens weer lopen en praten. Hij maakt hiervan volop gebruik om zijn onvrede te uiten over hoe hij behandeld wordt bij de Flodders en eens goed de bloemetjes buiten te gaan zetten.
Helaas voor Opa is de vreugde van korte duur. Het medicijn verliest zijn werking als het in contact komt met alcohol. Zodra Opa dus een biertje drinkt, wordt hij weer de oude.

### Gastrollen
- - Laus Steenbeeke – Hennie
  - Hans van Hechten – Van Putten
  - Olga van Weelie – Voorbijganger
  - Jon van Eerd – Arts
  - Wimie Wilhelm – Verpleegster
  - Lucie de Lange – Buurvrouw
  - Jacky Nieuwenburg – Prostituee
  - Luc van Houte – Agent
  - Jan Ad Adolfsen – Omstander
  - Sander de Heer – Barman

## Inzet
Johnnie wacht met spanning op Hennie, die hem een tip zal geven over een aankomende paardenrace waar Johnnie op wil wedden. Daar Johnnie zelf dringend weg moet geeft hij broer Kees het geld. Hij moet dit volgens Hennies tip inzetten.
Kees laat zich in de bar echter verleiden door een dame om een spelletje balletje-balletje te spelen. De vrouw doet eerst alsof ze een amateur is en Kees denkt gemakkelijk te winnen. Maar zodra hij Johnnies geld inzet blijkt ze een expert te zijn en Kees verliest.
Wanhopig om Johnnies geld terug te verdienen en alsnog in te zetten op de paardenrace gaat Kees tot drastische maatregelen. Hij probeert dochter Kees het geld te laten verdienen als prostituee. Wanneer dat niet werkt, doet hij wat hij anders nooit zou durven: hij verhuurt Johnnies auto als bruidswagen.
Het plan slaagt en Kees verdient het geld. Hij is echter te laat om nog in te zetten. Dit komt goed uit want de tip van Hennie bleek niet juist en Johnnie zou anders zijn geld hebben verspeeld. Helaas voor Kees komt Johnnie erachter dat Kees zijn auto verhuurd heeft en is daar bepaald niet blij mee.

### Gastrollen
- Leontine Ruiters – Bedriegster
- Peter Faber – Bob
  - Laus Steenbeeke – Hennie
  - Erik de Vries – Tony
  - Luc van Houte – Rico
  - Emile Elling – Barman
  - Joe Montana – Bargast
  - Philippe Hefting – Bargast

## Quarantaine
Zoon Kees krijgt in de bar een zoen van een vriendin van Johnnie, die net terug is van een lange reis. Maar nauwelijks zijn Johnnie en Kees vertrokken of de vrouw valt op de grond. Ze blijkt het dodelijke enolavirus  te hebben.
Die avond komt Sjakie langs bij de Flodders. Hij zal de volgende dag naar Afrika gaan om daar een inheemse stam te bezoeken die tot voor kort nog niet was ontdekt. Kees voelt zich niet goed en gaat naar bed. Dan doet de gezondheidsdienst een inval en verklaart de Flodders dat Kees mogelijk ook het enolavirus heeft opgelopen. De hele familie wordt in quarantaine geplaatst daar er geen genezing tegen het virus is.
Noodgedwongen blijven de Flodders en Sjakie dus de hele avond binnen. Ma maakt als eten maar wat soep. Sjakie slaat de maaltijd af daar hij het niet zo heeft op Ma's kookkunst. Tijdens het eten ontdekken alle Flodders dat ze rode nagels hebben (de eerste symptomen van het virus) en vallen een voor een bewusteloos neer. Alleen Sjakie overkomt niets.
De volgende dag lijken alle Flodders te zijn omgekomen door het virus. Maar wanneer de gezondheidsdienst de 'lijken' wil ophalen blijken ze nog te leven. Zelfs zoon Kees is genezen. Op een of andere manier was de soep van Ma Flodder hun redding. Iedereen wil dan ook meteen het recept.
De soep blijkt niet te werken bij andere enolapatiënten. Johnnie ontdekt ook al waarom: toen Ma de soep maakte gebruikte ze per ongeluk geen bouillonblokjes, maar op bouillon lijkende tabletten die dochter Kees van haar vriendje had gekregen. De artsen hebben natuurlijk bij het namaken van de soep wel echte bouillon gebruikt. Haar vriendje is het land uitgezet omdat hij hier illegaal verbleef en de Flodders kunnen niet achterhalen wat het voor tabletten waren.
Ondertussen zit Sjakie in het vliegtuig naar Afrika. Tot zijn schrik ontdekt hij dat hij rode nagels heeft. Een paar dagen later lezen de Flodders in de krant dat een hele Afrikaanse stam is uitgeroeid door het enolavirus nadat ze voor het eerst waren bezocht door een westerling. Ma Flodder verzucht dat Sjakie van de soep had moeten eten.

### Gastrollen
- Marian Mudder – Lara van der Croft
- Kees van Lier – Crisiscoördinator
  - Laus Steenbeeke – Hennie
  - Sander de Heer – Barman
  - Lettie Oosthoek – Buurvrouw Neuteboom